# إيمال
شركة الإمارات للألمنيوم إيمال، هو مشروع إستراتيجي مشترك بين شركة ألمونيوم دبي (دوبال) وشركة مبادلة للتطوير. توظِّف الشركة مايقارب 8,000 شخص حول العالم، منهم7 آلاف موظف يعملون في دولة الإمارات.

## التأسيس
تأسس المشروع في عام 2007م بناءً على المرسوم الأميري رقم 7 لعام 2007م من صاحب السمو الشيخ خليفة بن زايد آل نهيان رئيس دولة الإمارات العربية المتحدة.

## المشروعات
يعد مشروع بناء مصهر ألومنيوم جديد ذو تقنيات عالية في أبوظبي حدثاً تاريخياً، كونه سيكون أكبر موقع منفرد لصهر الألمنيوم في العالم واحد أكبر المشاريع الصناعية في دولة الإمارات خارج نطاق قطاع البترول والغاز. ويمثل هذا المشروع البالغة تكلفته 5.7 مليار دولار رمزاًً بارزاً ضمن إستراتيجية إمارة أبوظبي الصناعية الساعية لتشجيع التنوع الاقتصادي.

## الإنجازات
يستخدم الألمنيوم الذي تنتجه «الإمارات العالمية للألمنيوم» في الإنشاءات، وصناعة السيارات، والتعبئة والتغليف، وفي صناعة الطيران، والإلكترونيات. وقد حققت شركة الإمارات العالمية للألمنيوم إنجازات عالمية من أهمها:
- أنتجت شركة الإمارات العالمية للألمنيوم خلال عام2021 حوالي 2.54 مليون طن من الألمنيوم المسبوك،
- احتلت الإمارات المركز الخامس كأكبر دولة منتجة للألمنيوم في العالم.
- يلبي إنتاج الشركة احتياجات ما يزيد على 400 عميل في أكثر من 50 دولة حول العالم.
- تساهم شركة الإمارات العالمية للألمنيوم بأكثر من 18.35 مليار درهم (5 مليارات دولار) سنوياً، وهو ما يمثل حوالي 1.5% من إجمالي الاقتصاد الوطني.
- تنتج شركة الإمارات العالمية للألمنيوم طناً واحداً من كل 25 طناً من حجم الإنتاج العالمي للألمنيوم.
- تعد شركة الإمارات العالمية للألمنيوم من الموردين الأساسيين لخام البوكسيت، والذي يزداد عليه الطلب.
- تعتمد حوالي 26 شركة إماراتية على الألمنيوم الذي توفره الشركة لصناعة منتجاتها.
- توقيع اتفاقية تورد الشركة بموجبها الألومينا إلى شركة الألومينا الصناعية مما يسهم في توسعة نطاق المبيعات التجارية المحلية.[3]
- تدعم الشركة خلق 60 ألف وظيفة في اقتصاد دولة الامارات و20 مليار درهم سنوياً، [4]
- أصبحت (الإمارات للألمنيوم) أكبر مصدر للألمنيوم العالي الجودة في العالم[4]
- تعد الإمارات العالمية للألمنيوم موردا رئيسيا للعديد من العلامات التجارية الكبرى في قطاعات السيارات الأوروبية، وعلى رأسها الألمانية "بي إم دبليو" للسيارات الفاخرة.[5]
- في 2024 أعلنت الإمارات العالمية للألمنيوم، عن توقيع اتفاقية بيع وشراء ملزمة للاستحواذ على شركة "ليشتميتال ألمنيوم جيسيراي هانوفر جي إم بي إتش الألمانية الرائدة في إعادة تدوير الألمنيوم فائق القوة.[6]

## الموقع
يقع مشروع إيمال في ميناء خليفة والمنطقة الصناعية في الطويلة بإمارة أبوظبي، متوسطاً الطريق بين إمارتي أبوظبي ودبي. ويشغل مساحة قدرها 6 كيلومترات مربعة، ويتم بناؤه على مرحلتين.

## جوائز
- حصلت شركة الإمارات للألمنيوم “إيمال” على جائزة “دوبونت للسلامة 2011” خلال النسخة التاسعة عشرة من “المؤتمر الدولي للصحة والسلامة في العمل” [7]
- عام 2012 حصلت شركة الإمارات للألمنيوم "إيمال" على جائزة "كيزان الذهبية" في المنتدى الثالث للتحسين والابتكار المستمر الذي نظمته مجموعة دبي للجودة تقديراً لتطبيقها منهجيات ترتكز على جودة متقدمة في سباكة الألمنيوم.[8]
- حصلت شركة الإمارات للألمنيوم "إيمال" على جائزة "أفضل مشروع صناعي في دول مجلس التعاون الخليجي" للعام 2012 ضمن جائزة ميد للجودة .[9]
- عام 2013 حصلت شركة الإمارات للألمنيوم "إيمال" على جائزتي "الصحة والسلامة" و"فكرة العام" المقدمتين ضمن مجموعة الجوائز العالمية المرموقة في الدورة السابعة والعشرين من "مؤتمر أفكار المملكة المتحدة"مايؤكد التزام الشركة المستمر بمبدأ التميّز في كافة عملياتها التشغيلية[10]
- عام 2013 حصلت شركة الإمارات للألمنيوم "إيمال"على التصنيف البلاتيني من مؤسسة "أفكار المملكة المتحدة"[10]
- عام 2020 حصدت شركة الإمارات العالمية للألمنيوم، جائزة "مركز الأبحاث الأكثر ابتكاراً"، وذلك خلال قمة "رواد التكنولوجيا والابتكار" التي نظمتها وزارة الاقتصاد في دولة الإمارات ودائرة التنمية الاقتصادية في أبوظبي.[11]

## أنظر أيضًا
- ميناء خليفة
- منطقة خليفة الصناعية
- اقتصاد دبي
- القوة الصناعية للإمارات